# 헨리 페어필드 오스본
헨리 페어필드 오스본 시니어(영어: Henry Fairfield Osborn, Sr., 1857년 8월 8일~1935년 11월 6일)는 미국의 고생물학자, 지질학자, 우생학 옹호자였다. 그는 25년 동안 미국 자연사 박물관의 회장을 역임했으며, 미국 우생학 협회의 공동 창립자이기도 했다.
그의 중요한 업적들 중에는 공룡 티라노사우루스와 벨로키랍토르의 명명, 포유류 치아의 교두에 대한 그의 널리 사용되는 명명 체계, 그리고 화석 장비목 (코끼리 및 그들의 멸종한 친척들)에 대한 그의 연구가 포함된다.
오스본은 생존 당시 미국에서 가장 잘 알려진 과학자들 중 한 명이었으며, "알베르트 아인슈타인 다음으로 두 번째"로 꼽힐 정도였다. 그는 진화의 존재에 대해 대중적으로 적극 옹호한 인물이기도 하다. 다윈주의의 일식 동안 활동한 오스본은 자연선택을 진화의 메커니즘으로 보는 관점에 강하게 반대했으며, 현재는 폐기된 정방진화설의 가장 저명한 지지자 중 한 명이었다.
우생학의 옹호자였을 뿐만 아니라, 오스본은 백인 인종이 우월하다고 보는 노르드주의자였으며, 이민 통제를 지지했다. 오스본은 정치적 인맥을 통해 미국 자연사 박물관에 막대한 자금을 확보할 수 있었고, 이를 박물관 전시를 재설계하고 확장하는 데 사용했으며, 그 전시에는 "인종주의, 우생학, 이민"에 대한 그의 견해가 반영되어 있었다.

## 경력
1891년, 오스본은 컬럼비아 대학교에 동물학 교수로 채용되었고, 동시에 뉴욕에 있는 미국 자연사 박물관의 직책을 수락하여 새로 설립된 척추동물 고생물학과의 큐레이터로 활동했다.

### 화석 사냥
큐레이터로서 그는 윌리엄 킹 그레고리, 로이 채프먼 앤드루스, 바넘 브라운, 찰스 R. 나이트 등 저명한 화석 사냥꾼 및 준비자 팀을 모았다. 오랫동안 미국 지질조사국의 일원이었던 오스본은 1924년에 수석 척추동물 고생물학자가 되었다. 그는 1877년 콜로라도주와 와이오밍주를 처음 방문한 것을 시작으로 미국 남서부로 많은 화석 사냥 탐험을 이끌었다. 오스본은 다이아몬드 톱으로 열린 화석화된 뇌 케이스를 잘라 티라노사우루스 뇌에 대한 연구를 수행했다(현대 연구자들은 컴퓨터 단층 촬영 스캔과 3D 재구성 소프트웨어를 사용하여 귀중한 표본을 손상시키지 않고 공룡 내분비증의 내부를 시각화한다).
1897년 11월 23일, 그는 시어도어 루스벨트와 조지 버드 그리넬이 설립한 야생동물 보존 단체인 분 앤 크로켓 클럽의 회원으로 선출되었다. 상당한 가세와 인맥 덕분에 그는 1908년 모리스 케첨 제섭의 뒤를 이어 미국 자연사 박물관 이사회의 회장이 되었으며, 1933년까지 재임하면서 세계에서 가장 뛰어난 화석 수집품 중 하나를 축적했다.
또한 오스본은 1909년부터 1925년까지 뉴욕 동물학회 회장으로 재직했다.
그는 1886년 미국철학학회 회원으로 선출되었으며, 고생물학 분야의 업적으로 여러 상을 수상했다. 1901년에는 미국 예술 과학 아카데미의 정회원으로 선출되었다. 그는 1903년에 오르니톨레스테스를, 1905년에 티라노사우루스와 알베르토사우루스를, 1923년에 펜타케라톱스를, 1924년에 벨로키랍토르를 기술하고 명명했다.
1929년, 오스본은 미국국립과학원으로부터 다니엘 지로드 엘리엇 메달을 수여받았다.

### 미국 자연사 박물관
미국 박물관에서의 그의 유산은 과학적 명성보다 더 오래 지속되고 있다. 에드워드 J. 라슨은 오스본을 "일류 과학 행정가이자 삼류 과학자"라고 묘사했다. 실제로 오스본의 과학에 대한 가장 큰 공헌은 궁극적으로 시각적 수단을 통해 박물관을 대중화하려는 노력에 있었다. 그의 권유에 따라 미국 자연사 박물관의 직원들은 새로운 에너지를 전시에 투자했고, 그 결과 박물관은 20세기 초에 전시를 위한 주요 장소 중 하나가 되었다. 박물관 재임 기간 동안 실행된 벽화, 서식지 디오라마, 공룡 마운트는 수백만 명의 방문객을 끌어모았고 다른 박물관에서도 그의 혁신을 모방하도록 영감을 주었다. 하지만 전시에 막대한 투자를 하기로 한 그의 결정은 과학계의 특정 구성원들을 소외시키고 더 많은 시간을 연구에 할애하려는 큐레이터들을 분노하게 만들었다. 또한 자신의 인종차별적이고 우생적인 신념으로 박물관의 전시물과 교육 프로그램에 몰입하려는 그의 노력은 많은 동시대 사람들을 방해하고 그의 유산을 훼손했다.